# Giuseppe Biscottini
Giuseppe Biscottini (Livorno, 25 marzo 1909 – Milano, 13 marzo 1992) è stato un giurista italiano.

## Biografia
Nato a Livorno, si trasferisce molto presto con la famiglia a Pisa, dove compie gli studi classici presso il Liceo classico Galileo Galilei e si iscrive a giurisprudenza, laureandosi nel 1930 in diritto internazionale. A Roma inizia la carriera accademica, mentre, a seguito di concorso pubblico, entra come dirigente amministrativo nel Ministero della pubblica istruzione, dove è assegnato alle Belle arti insieme ai tecnici Giulio Carlo Argan e Cesare Brandi. Nel 1941 si sposa a Milano con Flora Piccoli, da cui ebbe quattro figli.
Ha insegnato diritto internazionale all'Università degli Studi di Siena e in seguito all'Università Cattolica del Sacro Cuore a Milano, in stretta collaborazione con il Prof. Giorgio Balladore Pallieri e con i colleghi dell'Università Statale, fra i quali il Prof. Piero Ziccardi. Alla Cattolica ha insegnato nella Facoltà di Scienze Politiche e poi in quella di Giurisprudenza. Presso l'Università Cattolica del Sacro Cuore di Milano ha animato le Tavole rotonde di diritto comunitario, che hanno riunito esperti del diritto internazionale e del diritto pubblico interno. All'uscita di ruolo l'Università Cattolica gli conferisce il titolo di Professore Emerito.
Muore a Milano il 13 marzo del 1992. Presso l'Università Cattolica del Sacro Cuore di Milano, ha insegnato Diritto Pubblico nella facoltà di Economia e Commercio

## Pensiero giuridico
Ha dedicato al diritto internazionale la sua prevalente attività scientifica, pur avendo offerto contributi anche al diritto pubblico interno. La dottrina internazionalista gli è debitrice di un contributo imponente e fondamentale per la scienza di diritto amministrativo, della quale, in Italia almeno, deve essere considerato il fondatore. I due volumi sull'argomento (Diritto Internazionale Amministrativo, I, Padova, CEDAM, 1964; Id., II, 1966) sono considerati particolarmente importanti non solo in Italia: nell'opera per la prima volta si propone una teoria generale della rilevanza dell'atto amministrativo straniero. Profondamente sensibile alle trasformazioni in atto nell'ordinamento internazionale, Giuseppe Biscottini dedica al fenomeno delle Organizzazioni altri fondamentali contributi. È al tema del rapporto tra ordinamenti che, con una originale lettura del testo costituzionale, sono dedicati scritti di diritto pubblico interno.

## Opere
- La formazione del Regno Serbo-Croato-Sloveno, Società Editrice Athenaeum, Roma, 1938
- Osservazioni sulla funzione delle norme di diritto internazionale privato, Vita e Pensiero, Milano, 1941
- Diritto internazionale pubblico, CETIM, Milano, 1943
- La condizione giuridica degli italiani non appartenenti alla repubblica, Giuffré, Milano, 1950
- La Costituzione della Repubblica italiana: annotata articolo per articolo, CETIM, Milano, 1951
- La condizione giuridica internazionale della zona triestina, Circolo Giuridico dell'Università, Siena, 1953
- I provvedimenti stranieri di volontaria giurisdizione e la loro efficacia in Italia, Vita e Pensiero, 1956
- L'efficacia internazionale dell'atto di matrimonio, Giuffré, Milano, 1958
- La nazionalità delle cose: prolusione, Vita e Pensiero, Milano, 1963
- Diritto amministrativo internazionale, Cedam, Padova, 1964
- Osservazioni sulla teoria della protesta nel diritto internazionale, Vita e Pensiero, Milano, 1965
- (con Alberto Crespi) Sulla collaborazione internazionale in materia fiscale, Giuffré, Milano, 1966
- Istituzioni di diritto pubblico: appunti tratti dalle lezioni, La Goliardica, Milano, 1967
- (con Guido Saraceni e Alberto Trabucchi) Per una visione sistematica del diritto comunitario, Giuffré, Milano 1967
- Manuale di diritto consolare, Cedam, Padova, 1969
- Tavole rotonde di diritto comunitario: raccolta delle relazioni scritte / promosse da Giuseppe Biscottini, Vita e pensiero, Milano, 1980
- Il diritto delle organizzazioni internazionali, Cedam, Padova, 1981
- La Convenzione europea dei diritti dell'uomo nell'applicazione giurisprudenziale in Italia, Giuffrè, Milano, 1981
- Autonomia regionale e relazioni internazionali, Pubblicazioni dell'Istituto di studi internazionali dell'Università Cattolica, Milano, 1982
- Il diritto delle organizzazioni internazionali, CEDAM, Padova, 1983
- La salvaguardia internazionale dei diritti dell'uomo, Vita e Pensiero, Milano, 1983
- Rapporti tra Stato e regioni in materia internazionale, Vita e pensiero, Milano, 1984
- Diritto naturale e diritto positivo nell'ordinamento italiano, Vita e Pensiero, Milano, 1988
- Gli atti di diritto interno necessari allo svolgimento delle relazioni internazionali, Giuffré, Milano, 1988